# Zustandsgebundene Kunst

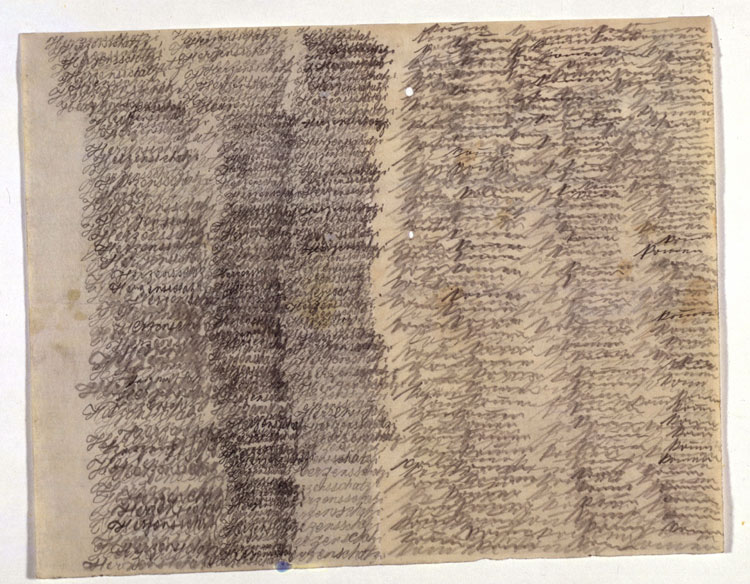
Brief der Psychiatriepatientin Emma Hauck an ihren Ehemann 1909, Herzensschatzi komm, Sammlung Prinzhorn

Zustandsgebundene Kunst ist ein Begriff, der von dem österreichischen Psychiater Leo Navratil geprägt wurde, um diskriminierungsfrei künstlerische Arbeiten von Menschen mit psychischer Erkrankung allgemein und insbesondere aus der von ihm geleiteten Niederösterreichischen Landesnervenklinik Gugging zu bezeichnen. Gebräuchlicher für diesen Bereich der Kunstproduktion sind der Begriff Art brut und zunehmend der aus dem englischen Sprachraum stammende Ausdruck Outsider Art, die sich jedoch nicht auf Bildwerke von psychisch kranken Menschen beschränken.
Zustandsgebunden bezieht sich vor allem auf den Zustand der Psychose, in der die Wahrnehmung oft stark verändert ist. Diese durch psychische Erkrankung bedingte und veränderte Wahrnehmung, der veränderte Antrieb sowie ungewöhnliche Impulse lassen besondere künstlerische Gestaltungen zu, welche die Aufmerksamkeit moderner Künstler erregten.
Während eines Studienaufenthalts am Institute of Psychiatry am Maudsley Hospital in London in den frühen 1950er Jahren hatte sich Navratil mit dem diagnostischen Wert von Zeichnungen befasst und sich dabei insbesondere mit einer Zeichentest-Methode der amerikanischen Psychologin Karen Machover (1902–1996) auseinandergesetzt, die er nach seiner Rückkehr nach Österreich 1954 an Patienten in Gugging anwandte. So gab er ihnen ein Stichwort und forderte sie auf, zu zeichnen oder zu malen, was immer ihnen dazu in den Sinn kam. In der Folge entwickelte er aus so entstandenen Werken seine eigene Methode zur Ermittlung des Zustands seiner Patienten. Die Werke der Patienten nannte er zustandsgebundene Kunst. Navratil vertrat die Ansicht, dass Psychosen den kreativen Ausdruck eines Menschen fördern können. Er untersuchte die Kunstwerke auf wiederkehrende Ausdrucksmuster, die mit dem pathologischen Verlauf von Störungen in Verbindung gebracht werden könnten. Dieser merkmalsbasierte Ansatz gilt heute als veraltet.